# Пэттен, Мэри
Мэ́ри Пэ́ттен (полное имя — Мэ́ри Энн Бра́ун Пэ́ттен; англ. Mary Ann Brown Patten; 6 апреля 1837 — 18 марта 1861) — американская морячка, первая женщина — капитан торгового судна в США.

## Биография
Мэри Браун родилась 6 апреля 1837 года. 1 апреля 1853 года, незадолго до своего шестнадцатилетия, вышла замуж за морского капитана Джошуа Пэттена. Супругу было 25, он зарабатывал на жизнь транспортируя людей и грузы из Нью-Йорка в Бостон.
В 1855-м Джошуа предложили командовать кораблём «Нептун». Он не решился надолго покидать жену, поэтому уговорил владельцев судна разрешить Мэри сопровождать его.
Во время путешествия у Джошуа сильно поднялась температура. Мэри, в тот момент будучи беременной, начала читать книги по медицине и выхаживать мужа. Когда супруг совсем ослабел и не мог управлять кораблём, Мэри взяла его обязанности на себя, тем самым став первой американской женщиной-капитаном торгового судна.

## Наследие
В честь Мэри Пэттен названа больница в Кингс-Пойнте, штат Нью-Йорк.

### В культуре
Путешествию Пэттен посвящена книга Дугласа Келли «Жена капитана» (англ. The Captain's Wife).